# IEEE榮譽獎章
IEEE荣誉奖章（英語：IEEE Medal of Honor），是電機電子工程師學會（IEEE）的最高荣誉，也是世界电气电子工程学界的最高奖励。

## 历史及惯例
IEEE荣誉奖章由IEEE每年评选颁发，最早始自1917年。首届得主为美国无线电工程先驱、发明家阿姆斯特朗。奖章奖励给在电气电子工程届做出有卓越贡献的人物。奖章每年颁发一次，每次只允许颁发给一人。奖励包括一枚金质奖章、一枚奖章的铜质复制品、一本获奖证书和一笔奖金。
奖章最早由无线电工程师学会（IRE）创立，1963年成为IEEE的最高荣誉。当时IRE与美国电气电子工程师学会合并。

## 华人得主
目前至今IEEE荣誉奖章有三位华人得主：
- 1994年得主：卓以和（1937年7月10日—），北平人，美国籍，美国工程院院士，中華民國中央研究院院士，贝尔实验室研发部前主任。
- 2011年得主：张忠谋（1931年7月10日—），浙江宁波裔台灣人，中华民国籍／美国籍，美国工程院院士，中華民國工業技術研究院院士，台積電創辦人。
- 2020年得主：胡正明（1947年7月12日—），美國工程院院士，中央研究院院士，柏克萊加州大學教授，原台積電技術執行長

## 历届得主
截至2014年，共有11名IEEE榮譽獎章得主也獲得了諾貝爾物理學獎。
| - 1917年：埃德溫·阿姆斯特朗 - 1918年：无获奖人 - 1919年：恩斯特·亚历山德森 - 1920年：古列尔莫·马可尼（1909年） - 1921年：范信達 - 1922年：李·德富雷斯特 - 1923年：约翰·斯通·斯通 - 1924年：米海洛·卜平 - 1925年：无获奖人 - 1926年：格林利夫·惠蒂尔·皮卡德 - 1927年：刘易斯·温斯洛·奥斯汀 - 1928年：约纳坦·岑内克 - 1929年：G·W·皮尔斯 - 1930年：彼泽·奥卢夫·彼泽森 - 1931年：古斯塔夫-奥古斯特·费里埃 - 1932年：阿瑟·E·肯内利 - 1933年：約翰·弗萊明 - 1934年：斯坦福·考德威尔·胡珀 - 1935年：巴尔塔萨·范德波尔 - 1936年：乔治·阿什利·坎贝尔 - 1937年：梅尔维尔·伊斯特汉 - 1938年：约翰·霍华德·德林杰 - 1939年：阿尔伯特·G·李 - 1940年：劳埃德·埃斯彭席德 - 1941年：阿尔弗雷德·诺顿·戈德史密斯 - 1942年：阿尔伯特·H·泰勒 - 1943年：威廉·威尔逊 - 1944年：哈拉登·普拉特 - 1945年：哈罗德·H·贝弗里奇 - 1946年：拉尔夫·哈特利 - 1947年：无获奖人 - 1948年：劳伦斯·C·F·霍尔 - 1949年：拉尔夫·鲍恩 - 1950年：弗雷德里克·特曼 - 1951年：弗拉基米尔·佐利金 - 1952年：沃尔特·R·G·贝克 - 1953年：约翰·M·米勒 - 1954年：威廉·L·埃弗里特 - 1955年：哈拉尔德·T·弗里斯 - 1956年：約翰·V·L·霍根 - 1957年：朱利叶斯·亚当斯·斯特拉顿 - 1958年：阿尔伯特·华莱士·赫尔 - 1959年：埃默里·利昂·查菲 - 1960年：哈里·奈奎斯特 - 1961年：恩斯特·A·吉耶曼 - 1962年：愛德華·阿普爾頓（1947年） - 1963年：乔治·C·索思沃思 - 1964年：哈罗德·A·惠勒 - 1965年：无获奖人 - 1966年：克劳德·艾尔伍德·香农 - 1967年：查爾斯·湯斯（1964年） - 1968年：戈登·K·蒂尔 | - 1969年：愛德華·金茲頓 - 1970年：丹尼斯·蓋博（1971年） - 1971年：約翰·巴丁（1956年、1972年） - 1972年：杰伊·W·福里斯特 - 1973年：魯道夫·康夫納 - 1974年：魯道夫·卡爾曼 - 1975年：约翰·鲁宾逊·皮尔斯 - 1976年：无获奖人 - 1977年：H·厄尔·沃恩 - 1978年：羅伯特·諾伊斯 - 1979年：理查德·貝爾曼 - 1980年：威廉·肖克利（1956年） - 1981年：悉尼·达林顿 - 1982年：约翰·图基 - 1983年：尼古拉斯·布隆伯根（1981年） - 1984年：諾曼·拉姆齊（1989年） - 1985年：约翰·罗伊·惠纳里 - 1986年：傑克·基爾比（2000年） - 1987年：保羅·勞特伯 - 1988年：卡爾文·奎特 - 1989年：C·库马尔·帕特尔 - 1990年：羅伯特·加拉格 - 1991年：江崎玲於奈（1973年） - 1992年：小阿莫斯·E·喬爾 - 1993年：卡尔·约翰·奥斯特伦 - 1994年：卓以和 - 1995年：盧菲特·澤德 - 1996年：羅伯特·梅特卡夫 - 1997年：乔治·哈利·海尔迈耶 - 1998年：唐纳德·佩德森 - 1999年：查尔斯·孔科迪亚 - 2000年：安迪·葛洛夫 - 2001年：赫维希·科格尔尼克 - 2002年：赫伯特·克勒默（2000年） - 2003年：尼克·霍洛尼亚克 - 2004年：關本忠弘 - 2005年：詹姆斯·L·弗拉纳根 - 2006年：詹姆斯·D·迈因德尔 - 2007年：托马斯·凯拉思 - 2008年：高登·摩爾 - 2009年：羅伯特·丹納德 - 2010年：安德鲁·维特比 - 2011年：张忠谋 - 2012年：約翰·軒尼詩 - 2013年：厄文·馬克·雅各布 - 2014年：B·賈揚特·巴利加 - 2015年：米尔德里德·德雷斯尔豪斯 - 2016年：戴夫·福尼 - 2017年：基斯·伊明克 - 2018年：布拉德福德·帕金森 - 2019年：库尔特·彼德森 - 2020年：胡正明 - 2021年：杰可布·立夫 - 2022年：阿薩德·M·馬德尼（Asad M. Madni） - 2023年：文頓·瑟夫 |

## 相关链接
- 诺贝尔奖
- 菲尔兹奖
- 阿贝尔奖
- 沃尔夫奖
- 克劳德·E·香农奖
- 图灵奖
- 日本國際獎
- 高松宮殿下紀念世界文化獎
- 京都獎
- 邵逸夫獎
- 唐獎
- 搞笑诺贝尔奖
- 馬可尼獎
- 約翰·弗里茨獎章